# Långtjärnen (Bodsjö socken, Jämtland, 696295-145412)
Långtjärnen är en sjö i Bräcke kommun i Jämtland och ingår i Ljungans huvudavrinningsområde.